# Kazuyoshi Nakamura
Kazuyoshi Nakamura, född 8 april 1955 i Shizuoka prefektur, Japan, är en japansk tidigare fotbollsspelare.